# Milde braakrussula
De milde braakrussula (Russula puellula) is een schimmel behorend tot de familie Russulaceae. Hij vormt mycorrhiza met loofbomen en komt voor in de duinen.

## Kenmerken

### Uiterlijke kenmerken
Hoed
De zeer tere hoed is meestal tussen de 2 en 3 cm breed, maar soms wel 6 cm breed. Als hij jong is, is hij halfrond van vorm en is de rand afgerond en licht gebogen; later is de hoed afgeplat en meestal onregelmatig ingedrukt en sterk gebogen of gelobd aan de rand. Met het ouder worden is de rand bijna bultvormig geworden. De hoed is meestal helder vermiljoen tot bloedrood gekleurd, maar kan ook meer paars of vleesrood zijn. Het midden is vaak bijna zwart. Ook kan de hoed aan de rand meer vervagen, waardoor alleen de ribben rijk rood gekleurd zijn. Ook grotere gelige of okergele vlekken worden zelden gezien. De huid van de hoed is vrijwel altijd naakt en blijft lange tijd vochtig, glanzend en enigszins vettig. Pas met de jaren droogt het langzaam uit en wordt het bijna dof. De hoedhuid kan gemakkelijk tot halverwege of verder worden afgepeld; naar het midden toe is het onderliggende hoedvlees enigszins roodachtig van kleur.
Lamellen
De lamellen zijn op jonge leeftijd bijna wit en daarna crème van kleur. Soms hebben ze okergele vlekken, vooral na lang liggen en richting de rand. De vorm van de lamellen verandert sterk met de vorm van de hoed. Soms zijn de lamellen smal, soms rond, bolvormig, vooral de volwassen latten zijn vrij breed en bolvormig, tot 10 mm breed. Ze zijn aangegroeid of uitpuilend aan de steel aangehecht, deels gevorkt. 
Steel
De gewoonlijk knotsvormige of cilindrische steel is 2-6 cm lang en 0,7-1 (1,5) cm dik. Hij is wit en blijft lang zo, maar met het ouder worden vergeelt de steel iets vanaf de voet en wordt dan okergeel en uiteindelijk okerbruin. Het steelvlees is erg kwetsbaar, vooral het vruchtvlees is zacht en sponsachtig en de steel wordt snel hol.
Geur en smaak
Het aanvankelijk witachtige vruchtvlees is ook kwetsbaar en neigt naar geel. Als het vochtig is, wordt het licht grijs. Het heeft een milde, soms licht kruidige smaak. De geur is subtiel en vaak nauwelijks merkbaar. Als je over de lamellen wrijft, doet het je een beetje denken aan de geur van Russula delica. De ijzersulfaatreactie is roze tot grijsachtig, de guaiac-reactie is sterk positief (blauw).
Sporenprint
De sporenprint is crèmekleurig (IIb-IIc volgens Romagnesi) (zelden III).

### Microscopische kenmerken
De elliptische sporen zijn (6,5) 7–8,5 (9) µm lang en 5–6,5 (–7) µm breed. Ze zijn fijn wratachtig of kortdoornig en geribbeld en soms verbonden in een netwerk. De pleurocystidia op het lamellaire oppervlak zijn zeer talrijk. Ze zijn 50–75 µm lang en 8–12 µm breed. Ze zijn spoelvormig tot knotsvormig, stomp of licht appendiculair aan de punt en niet erg prominent. Bij sulfovanilline zijn ze vaak over de hele lengte blauw gekleurd. De apiculus is 1–1,4 µm lang en 0,7–1,25 µm breed, de hilarische vlek meet 2,5–3 × 2–2,25 µm, is min of meer afgerond en amyloïde. De basidia zijn 25–40 (–48) µm lang en 9–10 (–12,5) µm breed.
De pileocystidia in de hoedhuid zijn zeer slank, licht knotsvormig en ook talrijk en kunnen duidelijk gekleurd zijn. Ze zijn 30–70 µm lang en 3–5 (–6) µm breed en hebben 2–3 septen. De cilindrische, bijna ingewikkelde of versmalde hyfeneindcellen van de hoedhuid zijn 1 à 4 µm breed en strekken zich soms uit tot langere cilia.

### Afbakening van soorten
De milde braakrussula lijkt op:
- Stevige braakrussula (Russula nobilis), voor kleinere exemplaren, maar zijn gemakkelijk te onderscheiden vanwege de geur en de zeer scherpe smaak.
- Schotelrussula (Russula velenovskyi), maar deze heeft botergele tot bleek okerkleurige lamellen en licht okerkleurig sporenprint (IIIa-b volgens Romagnesi). De hoedhuid van de beukendwergkever blijft langer vochtig en glanzend en het gehele uiterlijk is delicater en kleiner. Het vlees heeft ook niet de neiging om geel te worden.
- Russula emeticicolor, maar deze heeft zuiver witte lamellen en een mat midden van de hoed heeft. De hoedhuid is volledig afneembaar en de steel is vaak rood. De sporenprint is ook lichter, de smaak is mild en de sporen zijn duidelijk geïsoleerd, wratachtig of stekelig. De cystiden zijn nauwelijks kleurbaar.
- Robijnrussula (Russula zvarae), die een fluweelzachte, pluizige hoedhuid heeft zonder pileocystidia en waarvan de steel vaak melig en paarsrood is. Een aander verschil is de sporenprint die puur wit is.

## Ecologie
De milde braakrussula is een mycorrhiza-schimmel die waarschijnlijk alleen een symbiose vormt met beuken. Hij geeft duidelijk de voorkeur aan oude bomen.
De soort komt voor in diverse beukenbossen, dat wil zeggen beukenbossen die zich in hun hoogtepunt bevinden. De soort is geheel onafhankelijk van de pH-waarde van de bodem, omdat de roodbruine kleur voorkomt in zure bos-, woodstro- en orchidee-beukenbossen, maar ook in walstro-, dennenbossen en esdoorn-beukenbossen.
De soort houdt van verse, min of meer goed voorziene voedingsstoffen, meestal kleigronden, die ook verdicht kunnen worden. De vruchtlichamen verschijnen van eind juni tot begin oktober, vaak op dunnere plaatsen.

## Verspreiding

Europese verspreiding

De milde braakrussula is een puur Europese soort die voorkomt in West- en Midden-Europa en Zuid-Scandinavië.
In Nederland komt hij zeer zeldzaam voor. Het staat op de rode lijst in de categorie 'bedreigd'.
1. ↑  Monographic Key to European Russulas (1988)